# Ben Lomond
Ben Lomond (Skotsk gælisk: Beinn Laomainn, 'Beacon Mountain') er et 974 meter højt bjerg i Det skotske højland. Det ligger ved østbredden af Loch Lomond, og er den sydligste af Munroerne i Skotland. Ben Lomond ligger i Ben Lomond National Memorial Park og Loch Lomond and the Trossachs National Park, og det ejes af National Trust for Scotland.

## Memorial Park
Siden 1995, har området omkring Ben Lomond, inklusiv toppen, været udlagt som krigsmindesmærke, med navnet Ben Lomond National Memorial Park. Parken tilegnet dem der ofrede livet i både første og anden verdenskrig dannet af boet efter Rowardennan Estate med støtte fra National Heritage Memorial Fund.

## Eksterne kilder og henvisninger
1. ↑  "www.munromagic.com Ben Lomond". MunroMagic.com. Arkiveret fra originalen 29. juni 2017. Hentet 15. oktober 2013.
2. ↑  Ranked 30th in Britiske Øer (en.wiki)
3. ↑  "Ben Lomond (Munro Magic)". Arkiveret fra originalen 29. juni 2017. Hentet 24. januar 2010.
4. ↑  "Ben Lomond". National Trust for Scotland. Hentet 24. januar 2010.
5. ↑  "Donald Dewar opens Ben Lomond National Memorial Park". The Scottish Government. 11. november 1997. Hentet 24. januar 2010.

- Wikimedia Commons har flere filer relateret til Ben Lomond